# 2186 Keldysh
A 2186 Keldysh (ideiglenes jelöléssel 1973 SQ4) a Naprendszer kisbolygóövében található aszteroida. Ljudmila Csernih fedezte fel 1973. szeptember 27-én.